# アギラス
アギラス(Águilas)は、スペイン・ムルシア州のムニシピオ（基礎自治体）。マサロン湾内のコスタ・カリダにある。

## 地理
ムルシア州の最南西端部にあり、28kmの海岸線を持つ。地中海以外の三方は山地に囲まれ、アルメナラ山地最高地点のタラヨン山(881m)は、アギラスの標高最高地点となっている。

## 歴史

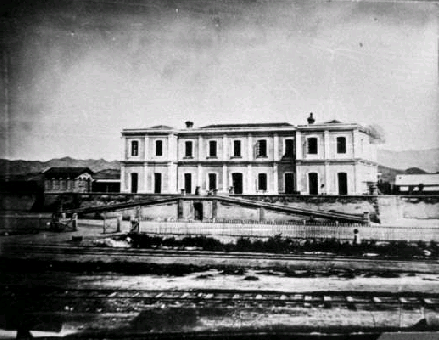
1888年に撮影されたアギラス駅

古代ローマ時代の名はアクイラエ(Aquilae)またはアクイラ(Aquila)であった。属州ヒスパニア・タラコネンシスのバステタニアに属していたが、その後カルタギネンシスに属した。アラン族、スエビ族、西ゴート族がこの地にやってきた。アラブ人の半島侵攻からは後ウマイヤ朝、バランシヤ王国（バレンシア王国）、そしてムラービト朝支配下に入り、ムルシアのタイファに属した後、レコンキスタによりカスティーリャ王国傘下のムルシア王国に包摂された。
現在のアギラスは、18世紀にカルロス3世によって建設され、1834年にロルカから分離して独立した自治体となった。ブルボン朝復興期の19世紀末から20世紀初頭にかけ、アギラスにはイギリス人の大きな共同体が存在し、自治体は少なからずイギリス人コミュニティの影響を受けている。リオ・ティント地区は、スペインで初めてサッカーの試合が行われた場所である。アギラスの沖合い東にあるフレイレ島にはイギリス商人の住宅やイギリス人墓地がある。イギリス人の投資によって、スペイン大南部鉄道が作られ、バーサ、アギラス、ロルカを結ぶ鉄道路線が敷かれ、アサや鉱物を輸出していた。
スペイン内戦中、アギラスは共和制派地域にあった。イタリア空軍による空爆、マリョルカ島からの反乱軍の攻撃にさいなまれ続けた。1950年代から1960年代、経済的事情から多くのアギラス住民が町を去っていった。彼らの多くはカタルーニャ（特にバルセロナ県）、南フランス、スイス、ドイツへ移住していった。ビニールハウスによる農業が導入され、海水浴場のある観光地として発展し、交通のインフラストラクチャーが改善された。現在は人口が増加に転じている。

## 経済
市の経済は観光業と、ビニールハウスで行われる農業が基盤である。特に果物（モモ、オレンジ、レモン、スイカ）、野菜（トマト、レタス、ナス、ズッキーニ、ケッパー）の生産が多い。
その他に建設業、漁業、造船業（漁船の製造）、鉄道関連、養殖業、ホテルなどサービス業、商業がある。

## 交通
- 空港 – ムルシア＝サン・ハビエル空港
- 道路 - AP-7、E15（メディテラネオ高速道）
- 鉄道 – セルカニアス ムルシア/アリカンテ、C-2号線アギラス-エル・ラブラドルリコ駅、アギラス駅
- バス - アギラス駅前にバス・ステーションがある。市内路線はもちろん、ロルカ、ムルシア、マドリード、カルタヘナ、アルメリアへの定期路線がある。

## 姉妹都市
- ムンカダ・イ・レイシャク、スペイン